# Vanera
La Vanera o Llavanera és un riu de la Cerdanya. Discorre en el seu primer tram per l'Alta Cerdanya, de la Catalunya del Nord, on travessa els termes comunals de Vallcebollera, Oceja i Palau de Cerdanya, per entrar tot seguit en el terme de Puigcerdà, on antigament separava els termes, ara integrats en el de Puigcerdà, d'Age i Vilallobent, i, encara abans d'abocar-se en el Segre, separa en un breu tram els termes de Puigcerdà i de Fontanals de Cerdanya, en l'antic terme de Queixans.

## Terme comunal de Vallcebollera
Es forma al costat de ponent del poble de Vallcebollera per la unió del Rec de la Vila, el Torrent de la Tossa i el Rec de la Peguera. El Rec de la Vila procedeix del Pla de Castelló, a la carena axial pirinenca, el Torrent de la Tossa davalla del vessant nord del Puig de Dòrria, i el Rec de la Peguera, del vessant nord-est del Cim de Coma Morera. Des del poble de Vallcebollera emprèn la direcció nord-oest, de forma paral·lela a la carretera D - 30, que recorre sempre la riba dreta de la Llavanera (anomenada així a l'Alta Cerdanya).

## Terme comunal d'Oceja
De seguida que entra en el terme d'Oceja, el riu comença a fer un arc per acabar adreçant-se a l'oest, gir que culmina en el moment que passa pel sud del poble d'Oceja, després de passar ran dels Pallers de Dalt, urbanització situada a l'esquerra del riu, i els nous eixamples d'Oceja, situats a la seva dreta. Just al costat sud de la zona esportiva d'Oceja, el riu comença a fer de termenal entre Oceja i Palau de Cerdanya.

## Termes comunals d'Oceja i de Palau de Credanya
Durant un breu tram, la Llavanera fa de termenal entre aquests dos termes, des del sud-oest d'Oceja fins a prop a ponent del Llac d'Oceja.

## Terme comunal de Palau de Cerdanya
La Llavanera s'endinsa en aquest terme municipal al sud-est del poble de Palau de Cerdanya, discorre, no gaire a prop, del poble, que queda al nord del riu, i poc després de passar la depuradora del lloc, abandona aquest terme, i la comarca de l'Alta Cerdanya, per passar a la de la Baixa Cerdanya, en el terme de Puigcerdà.

## Terme municipal de Puigcerdà
La Llavanera entre en el terme de Puigcerdà al nord del cementiri de Vilallobent i al sud-est del d'Age. Antigament, quan aquests pobles no estaven units a Puigcerdà, separava els seus termes municipals. Després d'un breu tram en el qual fa de termenal de Puigcerdà amb l'antic terme de Queixans, ara integrat en el de Fontanals de Cerdanya, la Vanera (ara anomenada així, a la Baixa Cerdanya) s'aboca en el curs del Segre just a llevant del Golf Sant Marc.